# Magyar labdarúgó-bajnokcsapatok listája
Magyar bajnok: a férfi labdarúgó-bajnoki címet az NB1 (ma OTP Bank Liga) győztese kapja. Az első vidéki címet a Nagyváradi AC szerezte. Az FTC a magyar bajnoki csúcstartó 36 bajnoki címmel, az MTK pedig 23 bajnoki címet, míg az Újpest 20 elsőséget tudhat magáénak.

## Bajnokok
- 1901: Budapesti TC
- 1902: Budapesti TC (2.)
- 1903: Ferencvárosi TC
- 1904: MTK
- 1905: Ferencvárosi TC (2.)
- 1906–07: Ferencvárosi TC (3.)
- 1907–08: MTK (2.)
- 1908–09: Ferencvárosi TC (4.)
- 1909–10: Ferencvárosi TC (5.)
- 1910–11: Ferencvárosi TC (6.)
- 1911–12: Ferencvárosi TC (7.)
- 1912–13: Ferencvárosi TC (8.)
- 1913–14: MTK (3.)
- 1914–15: félbeszakadt az I. világháború kitörése miatt
- 1915–16: elmaradt az I. világháború miatt
- 1916–17: hadi bajnokság MTK (4.)
- 1917–18: hadi bajnokság MTK (5.)
- 1918–19: hadi bajnokság MTK (6.)
- 1919–20: MTK (7.)
- 1920–21: MTK (8.)
- 1921–22: MTK (9.)
- 1922–23: MTK (10.)
- 1923–24: MTK (11.)
- 1924–25: MTK (12.)
- 1925–26: Ferencváros (9.)
- 1926–27: Ferencváros (10.)
- 1927–28: Ferencváros (11.)
- 1928–29: Hungária FC (13.)
- 1929–30: Újpest
- 1930–31: Újpest (2.)
- 1931–32: Ferencváros (12.)
- 1932–33: Újpest (3.)
- 1933–34: Ferencváros (13.)
- 1934–35: Újpest (4.)
- 1935–36: Hungária FC (14.)
- 1936–37: Hungária FC (15.)
- 1937–38: Ferencváros (14.)
- 1938–39: Újpest (5.)
- 1939–40: Ferencváros (15.)
- 1940–41: Ferencváros (16.)
- 1941–42: WMFC Csepel
- 1942–43: WMFC Csepel (2.)
- 1943–44: Nagyváradi AC
- 1944–45 : félbeszakadt a II. világháború magyarországi eseményei miatt
- 1945: Újpest (6.)
- 1945–46: Újpest (7.)
- 1946–47: Újpest (8.)
- 1947–48: Csepeli MTK (3.)
- 1948–49: Ferencvárosi TC (17.)
- 1949–50: Budapesti Honvéd
- 1950: Budapesti Honvéd (2.)
- 1951: Budapesti Bástya (16.)
- 1952: Budapesti Honvéd (3.)
- 1953: Budapesti Vörös Lobogó (17.)
- 1954: Budapesti Honvéd (4.)
- 1955: Budapesti Honvéd (5.)
- 1956: a forradalom miatt félbeszakadt
- 1957: Vasas SC
- 1957–58: MTK (18.)
- 1958–59: Csepel SC (4.)
- 1959–60: Újpest (9.)
- 1960–61: Vasas SC (2.)
- 1961–62: Vasas SC (3.)
- 1962–63: Ferencvárosi TC (18.)
- 1963: Győri Vasas ETO
- 1964: Ferencvárosi TC (19.)
- 1965: Vasas SC (4.)
- 1966: Vasas SC (5.)
- 1967: Ferencvárosi TC (20.)
- 1968: Ferencvárosi TC (21.)
- 1969: Újpest (10.)
- 1970: Újpest (11.)
- 1970–71: Újpest (12.)
- 1971–72: Újpest (13.)
- 1972–73: Újpest (14.)
- 1973–74: Újpest (15.)
- 1974–75: Újpest (16.)
- 1975–76: Ferencvárosi TC (22.)
- 1976–77: Vasas SC (6.)
- 1977–78: Újpest (17.)
- 1978–79: Újpest (18.)
- 1979–80: Budapesti Honvéd (6.)
- 1980–81: Ferencvárosi TC (23.)
- 1981–82: Rába ETO Győr (2.)
- 1982–83: Rába ETO Győr (3.)
- 1983–84: Budapesti Honvéd (7.)
- 1984–85: Budapesti Honvéd (8.)
- 1985–86: Budapesti Honvéd (9.)
- 1986–87: MTK-VM (19.)
- 1987–88: Budapesti Honvéd (10.)
- 1988–89: Budapesti Honvéd (11.)
- 1989–90: Újpest (19.)
- 1990–91: Budapesti Honvéd (12.)
- 1991–92: Ferencvárosi TC (24.)
- 1992–93: Kispest-Honvéd (13.)
- 1993–94: Vác FC-Samsung
- 1994–95: Ferencvárosi TC (25.)
- 1995–96: Ferencvárosi TC (26.)
- 1996–97: MTK FC (20.)
- 1997–98: Újpest (20.)
- 1998–99: MTK Hungária FC (21.)
- 1999–2000: Dunaferr FC
- 2000–01: Ferencvárosi TC (27.)
- 2001–02: Zalahús ZTE FC
- 2002–03: MTK Hungária FC (22.)
- 2003–04: Ferencvárosi TC (28.)
- 2004–05: Debreceni VSC
- 2005–06: Debreceni VSC (2.)
- 2006–07: Debreceni VSC (3.)
- 2007–08: MTK (23.)
- 2008–09: Debreceni VSC (4.)
- 2009–10: Debreceni VSC (5.)
- 2010–11: Videoton FC
- 2011–12: Debreceni VSC (6.)
- 2012–13: Győri ETO FC (4.)
- 2013–14: Debreceni VSC (7.)
- 2014–15: Videoton FC (2.)
- 2015–16: Ferencvárosi TC (29.)
- 2016–17: Budapest Honvéd (14.)
- 2017–18: Videoton FC (3.)
- 2018–19: Ferencvárosi TC (30.)
- 2019–20: Ferencvárosi TC (31.)
- 2020–21: Ferencvárosi TC (32.)
- 2021–22: Ferencvárosi TC (33.)
- 2022–23: Ferencvárosi TC (34.)
- 2023–24: Ferencvárosi TC (35.)
- 2024–25: Ferencvárosi TC (36.)